# School's Out (álbum)
School's Out es el quinto álbum de la banda estadounidense de hard rock Alice Cooper, lanzado en 1972 por Warner Bros. Records. El tema homónimo que abre el disco ha permanecido como un clásico en la carrera de Cooper hasta el día de hoy, siendo aún regularmente difundido en radios de rock de los Estados Unidos.

## Grabación y contenido
Segunda parte de la llamada "trilogía del Alice Cooper group", y al mismo tiempo este álbum es la primera obra conceptual de la banda. Si bien, no habla ni cuenta una historia particular (como en el caso de Welcome to My Nightmare), el álbum abarca un tema particular: la vida escolar, desde cosas como el final de clases en "School's Out" y "Alma Mater", las tribus urbanas presentes en aquel entonces en "Gutter Cat Vs. the Jets" y "Street Fight", los problemas personales en "Luney Tune", "Blue Turk" y "My Stars" y los choques con la autoridad en "Public Animal #9".
La portada original desplegable (en vinilo), diseñada por el artista Craig Braun, simulaba ser un viejo pupitre de colegio, que también incluía unas bragas de papel que envolvían al disco, aunque luego fue retirada porque fue considerada "inflamable". El verdadero pupitre que sirvió como modelo se expone hoy día en la filial berlinesa del Hard Rock Café, en Alemania.
School's Out alcanzó el puesto n.º 2 en los charts del Billboard 200 en los Estados Unidos y ocupó la primera posición en las listas de éxitos canadienses.

## Canciones
1. "School's Out" (Alice Cooper, Glen Buxton, Michael Bruce, Dennis Dunaway, Neal Smith) – 3:27
2. "Luney Tune" (Cooper, Dunaway) – 3:36
3. "Gutter Cat Vs. the Jets" (Buxton, Dunaway, Leonard Bernstein, Stephen Sondheim) – 4:39
4. "Street Fight" (Cooper, Buxton, Bruce, Dunaway, Smith) – 0:55
5. "Blue Turk" (Cooper, Bruce) – 5:29
6. "My Stars" (Cooper, Bob Ezrin) – 5:46
7. "Public Animal #9" (Cooper, Bruce) – 3:53
8. "Alma Mater" (Smith) – 3:39
9. "Grande Finale" (Cooper, Buxton, Bruce, Dunaway, Bob Ezrin, Smith, Mack David, Leonard Bernstein) – 4:36

## Personal
Músicos
- Alice Cooper - Voz líder.
- Glen Buxton - Guitarra líder.
- Michael Bruce - Guitarra rítmica, teclados.
- Dennis Dunaway - Bajo.
- Neal Smith - Batería.

Colaboradores
- Bob Ezrin - Teclados.
- Dick Wagner - Guitarra líder en "My Stars".
- Rockin' Reggie Vincent - Guitarra, coros.

### Personal técnico
- Ernie Campagna - Coordinación de producción.
- Roy Cicala - Ingeniero de sonido.
- Bob Ezrin - Productor.
- Dennis Ferrante - Técnico de grabación.
- Frank Hubach - Técnico de grabación.
- Steve Hoffman - Masterización de la reedicón.
- Robert Otter - Fotografía.
- Sound Packing Corp. - Arte.
- Wilkes & Braun Inc. - Portada y Diseño.
- Shelly Yakus - Ingeniero de sonido.